# Società Esercizio Auto Costruzioni
La société SEAC - Società Esercizio Auto Costruzioni était une entreprise industrielle italienne de carrosserie industrielle qui a pris le relais, en 1958, de l'ancienne Carrozzeria Casaro, filiale du groupe Viberti.
Concepteur et constructeur de carrosseries automobiles lors de sa création, elle s'est vite orientée vers le secteur des transports en commun, d'abord avec les autobus et autocars, en prônant la conception des carrosseries auto-portantes avec le brevet "Tubocar" de Viberti.
Très rapidement, le groupe Viberti va déléguer à ses filiales, les carrosseries  Casaro et SEAC, la construction de carrosseries pour autobus, autocars, wagons de voyageurs, métros et tramways.

## Histoire

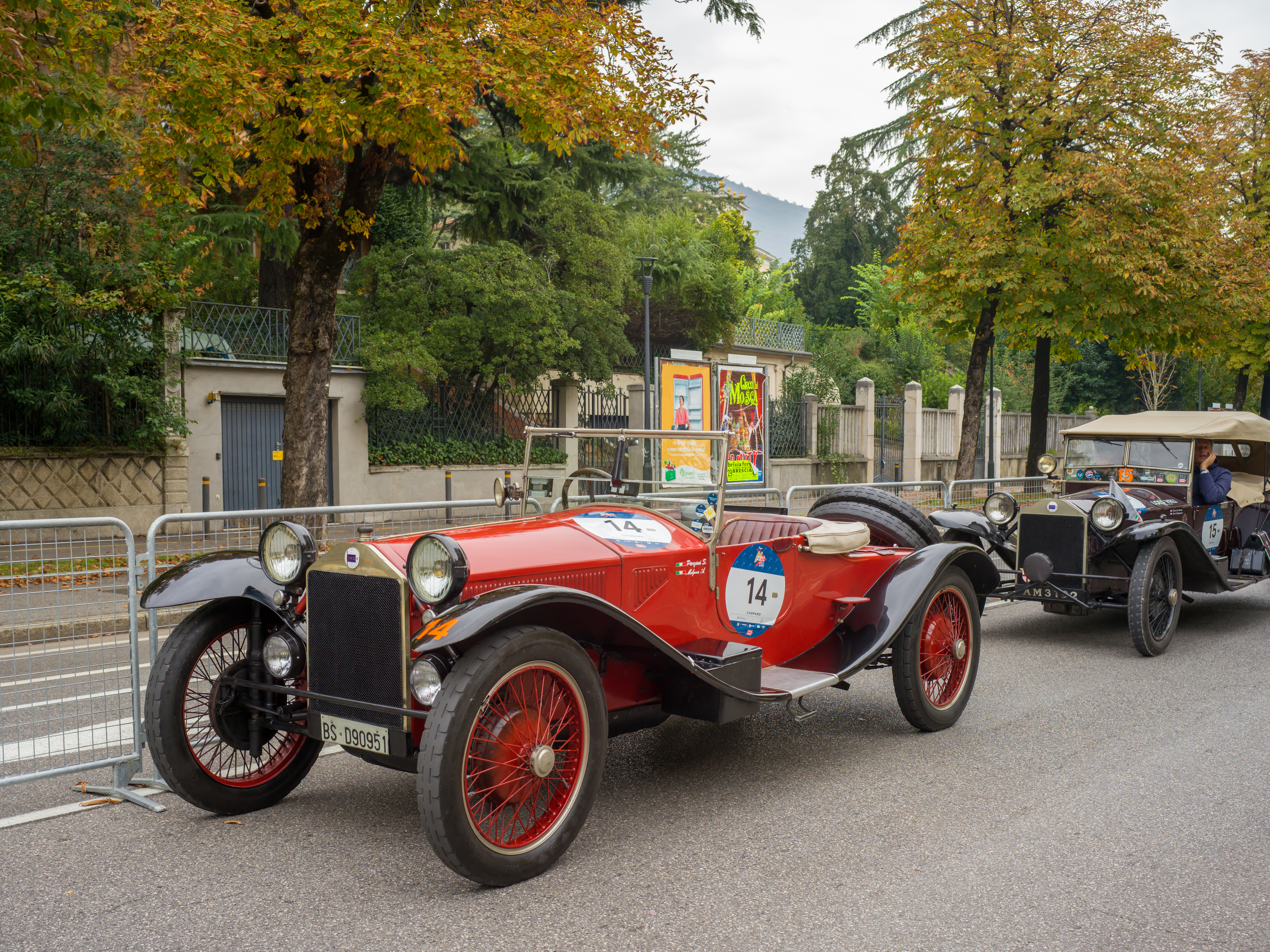
Lancia Lambda Tipo 221 Spider Casaro (1928) Mille Miglia

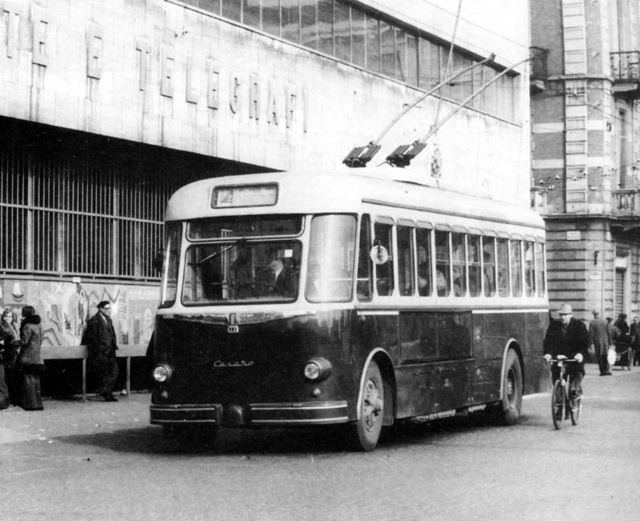
Trolleybus Fiat 668F Casaro

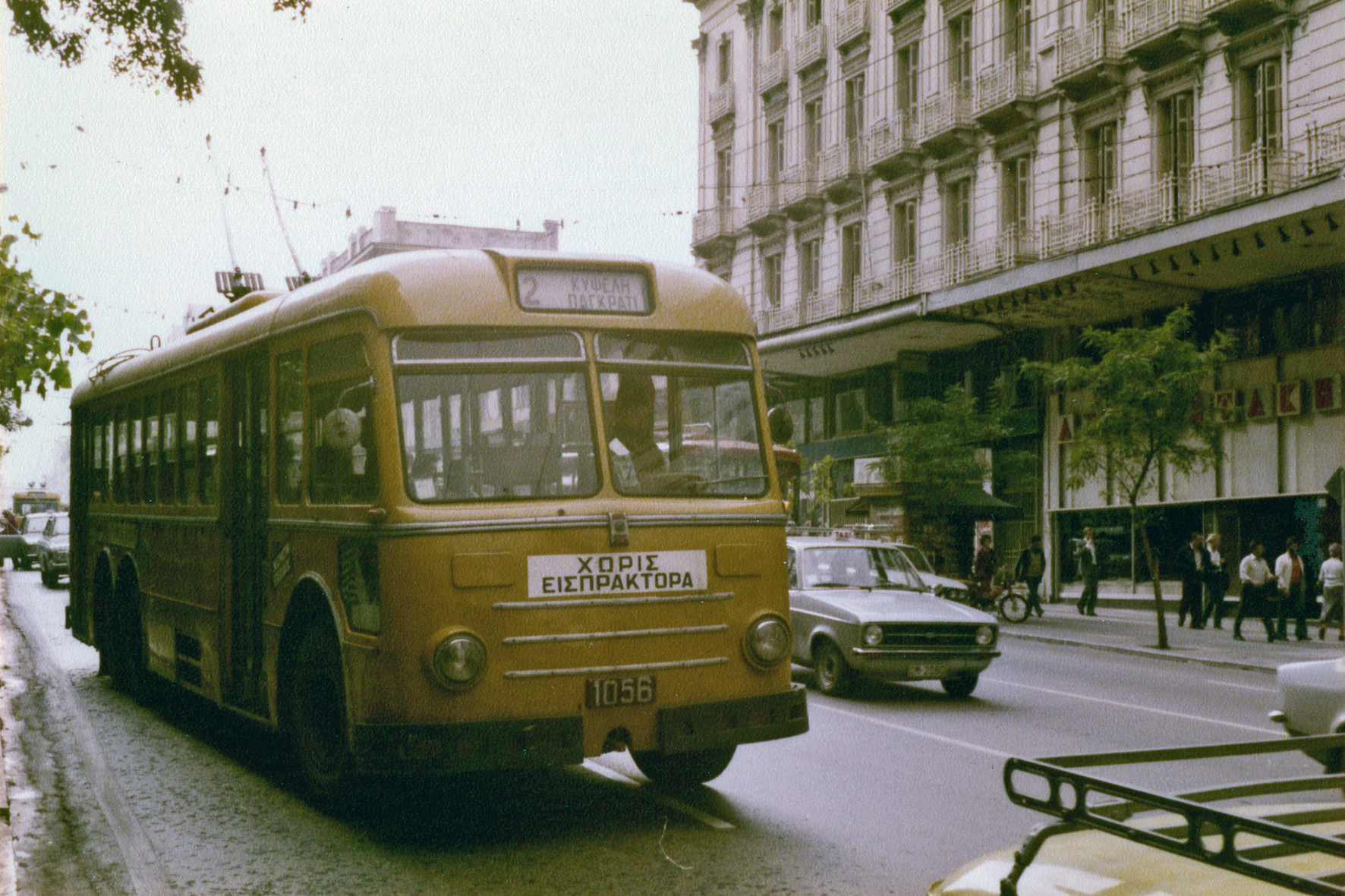
Trolleybus Alfa Romeo 140AF Casaro à Athènes (1988)

La Carrozzeria Casaro a été créée en 1921 après le rachat de la Carrozzeria Zaghetti de Turin par Mario Casaro, Vittorio Nosenzo et Antonio Baravalle. L'année suivante, la société est dissoute car les associés créent leur propre atelier de carrosserie. Mario Casaro acquiert très vite une excellente réputation avec des carrosseries légères et des systèmes antibruit, avec une conception concurrente aux carrosseries Weymann, très populaires à l'époque. La Carrozzeria Casaro est devenue un des leaders du marché italien des carrosseries. Certaines de ses carrosseries réalisées sur des châssis de Lancia Lambda sont devenues très connues et copiées. Cependant, le produit des ventes ne couvraient pas les coûts et Mario Casaro déposa le bilan en 1929. Après une restructuration de l'entreprise, Casaso a repris la réalisation de carrosseries.
Avec la crise économique liée au krach boursier de 1929, l'entreprise rencontre à nouveau des difficultés à partir de 1931. Afin de faire face au passif, Casaro vend des licences à la Carrozzeria Boneschi de Milan et un peu plus tard ses ateliers au jeune Battista "Pinin" Farina, qui venait de créer la Carrozzeria Pininfarina. Ignazio Capello, directeur de la Carrozzeria SA Rotabili, rachète l'entreprise afin de poursuivre l'activité et de préserver la réputaion de la Carrozzeria Casaro. Dans les années 1930, Casaro a créé plusieurs carrosseries très aérodynamiques sur des châssis Fiat et Lancia. À cette époque, l'entreprise a commencé à s'intéresser de plus en plus à la fabrication de carrosseries de véhicules utilitaires. Pendant la Seconde Guerre mondiale, Casaro a fabriqué des véhicules militaires dans des ateliers temporairement délocalisés à Carmagnola.
Après la fin de la Seconde Guerre mondiale, la société a opéré sous le nom d'Autocostruzioni Casaro mais plus aucune carrosserie automobile n'a été produite. Casaro s'est concentré sur les carrosseries d'autobus. La carrosserie la plus connue était la Tubocar aux formes arrondies, disponible sur les châssis Alfa Romeo 902A, Lancia Esatau et plusieurs châssis Fiat Bus.
En 1958, Casaro est racheté par le groupe Viberti. Casaro a alors opéré sous le nom de SEAC - Società Esercizio Autocostruzioni Casaro. Viberti a signé ses réalisations de tramways sous les noms SEAC et Casaro.
La société s'est éteinte avec le groupe Viberti, en 1996.

## Sources
- (it) « Histoire des Carrozzerie Casaro & SEAC » (consulté le 25 septembre 2022)